# Larvenburg
Die geringen Wallreste der Larvenburg, auch Lauenburg genannt, befinden sich in der Gemarkung von Isseroda innerhalb der Gemeinde Grammetal im Landkreis Weimarer Land in Thüringen.

## Geschichte
1357 war die Stadt Erfurt Besitzer dieser 40 × 65 Meter großen Wasserburg und besaß mit ihr einen Vorposten zum Schutz der Stadt. Sie befand sich am Westrand des Dorfes. Die trapezförmige Anlage war von einem Wassergraben und einem Wall umgeben. Die Larvenburg wurde 1397 Eigentum der Stadt Erfurt. An ihrer Stelle wurde später das Rittergut Lauenburg errichtet. Von diesem erhielt sich nur die spätgotische Toreinfahrt mit einer gekehlten Archivolte.
Die Larvenburg ist in die Liste der Kulturdenkmale in Grammetal als Bodendenkmal eingetragen.